# Seznam slovenskih klavirskih pedagogov
Seznam slovenskih klavirskih pedagogov.

## A
Aleksandra Alavanja Drucker

## B
Elizabeta Berglez - Darinka Bernetič - Aci Bertoncelj - Matusja Blum - Jaromira Bohinec (1919-2017) - Zorka Bradač - Igor Bravničar

## C
Selma Chicco - Zorana Cotič- Maja Cerkovnik - Valentina Češnjevar - Aleksandra Češnjevar Glavina

## Č
Aleksandra Češnjevar Glavina - Marko Črnčec

## D
Alenka Dekleva - Igor Dekleva - Jelena Dukić- Tatjana Dvoršak

## E
Mateja Erjavec

## F
Ana Marija Furlan

## G
Sijavuš Gadžijev - Narcis Grabar - Jerneja Grebenšek - Jožica Grebenšek - Pavica Gvozdić - Saša Gerželj Donaldson - Bojan Glavina - Nuša Gregorič - Andrej Goričar

## H
Hinko Haas - Miha Haas - Hilda Horak - Marina Horak - Monika Hofler - Veronika Hauptman

## I
Milica Ilić

## J
Andrej Jarc - Anamarija Jemec - Tatjana Jerala - Planinka Jurišić-Atić -

## K
Roman Klasinc - Maja Klinar (por. Bertoncelj) -
Marija Kocijančič - Darinka Kompan - Andreja Kosmač - Simon Krečič -
Vladimir Krpan - Marta Kržič - Eva Kvartič

## L
Goara Lazić - Igor Lazko - Metka Lebar - Marijan Lipovšek - Janez Lovše -Jana Leskošek - Ivo Levanič

## M
Lidija Maletić - Gita Mally - Majda Martinc - Lidija Malahotky Haas - Urška Meglič - Snežana Mitić - Vladimir Mlinarić - Barbara Mrak

## N
Zdenka Novak -
Melita Nanut - Lovorka Nemeš Dular -
Dominika Naveršnik -

## O
Tatjana Ognjanović -
Martina Okoliš - Nada Oman

## P
Aleksandra Pavlovič - Dejan Pečenko - Tomaž Petrač - Helena Plesničar - Saša Potisk - Andreja Počivavšek- Ksenja Pirc - Snježana Pleše - Ilonka Pucihar - Brigita Pavlinc

## R
Anton Ravnik - Janko Ravnik - Eva Rogač - Marija Rijavec - Aleksander Rojc

## S
Mařenka Plzak Sancin (1908-1985) - Andrea Seljan - Ana Semič Bursać - Milena Sever - Ingrid Silič - Mojca Slokan - Meira Smailović - Svetislav Stančić - Jelka Suhadolnik

## Š
Janko Šetinc - Pavel Šivic - Milica Šnajder-Huterer - Tatjana Šporar-Bratuž - Miha Štokelj - Jadviga Štrukelj Poženel - Katarina Šuštar

## T
Dubravka Tomšič Srebotnjak - Anton Trost - Maja Tajnšek 

## U
Metka Unuk - Irena Urbanc

## V
Arbo Valdma - Izabela Vlašić - Karolina Vegelj Stopar - Aleš Vesel

## Z
Zora Zarnik - Ljubica Zelenik - Tanja Zrimšek